# 西布鲁克岛 (南卡罗来纳州)
西布鲁克岛（英文：Seabrook Island），是美国南卡罗来纳州下属的一座城市。城市类型是“Town”。其面积大约为2.12平方英里（5.49平方公里）。根据2010年美国人口普查，该市有人口1,714人，人口密度约为每平方 英里808.87人（约合每平方公里312.32人）。